# Station Penzance
Penzance is een spoorwegstation van de National Rail in Penzance. Het is het meest westelijk gelegen station van het Verenigd Konikrijk. 
Het is het eindstation van verschillende verbindingen, onder andere vanaf station London Paddington (met o.a de Night Rivièra nachttrein.) Het station is eigendom van Network Rail en wordt door de Great Western Railway beheerd.
Tot Mei 2025 was Penzance ook het startpunt langste treindienst van het land (13uur) : Penzance - Aberdeen.(Deze treindienst rijdt echt tegenwoordig enkel nog tussen Plymouth en Aberdeen)

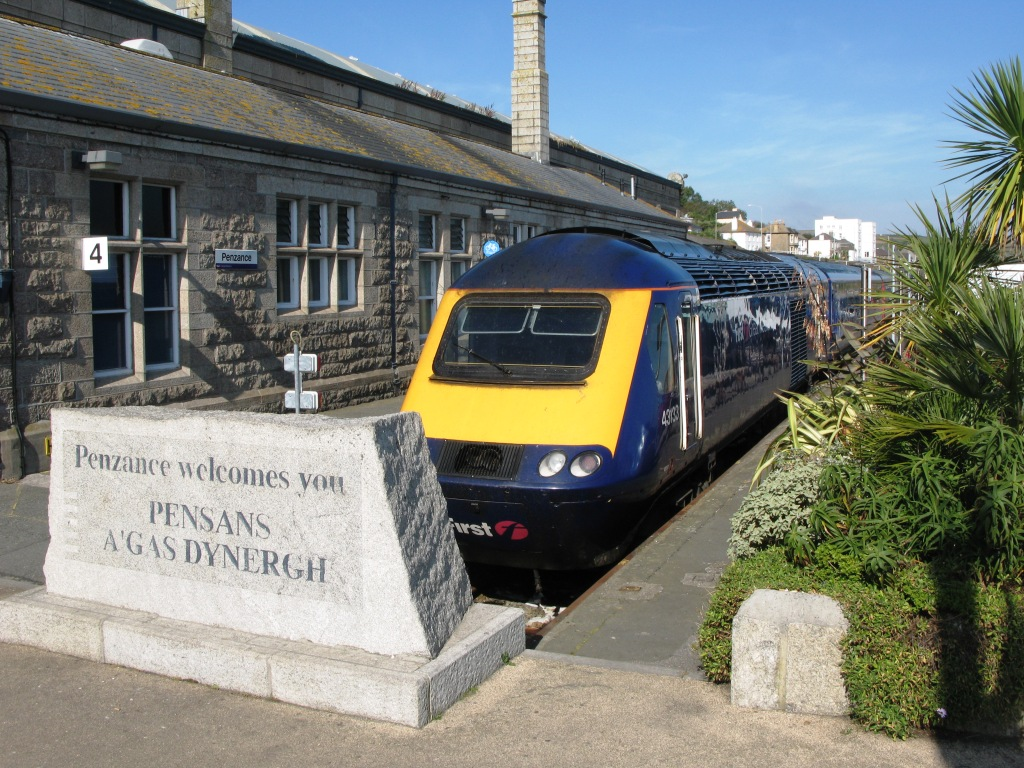
Cornisch voor welkom in Penzance
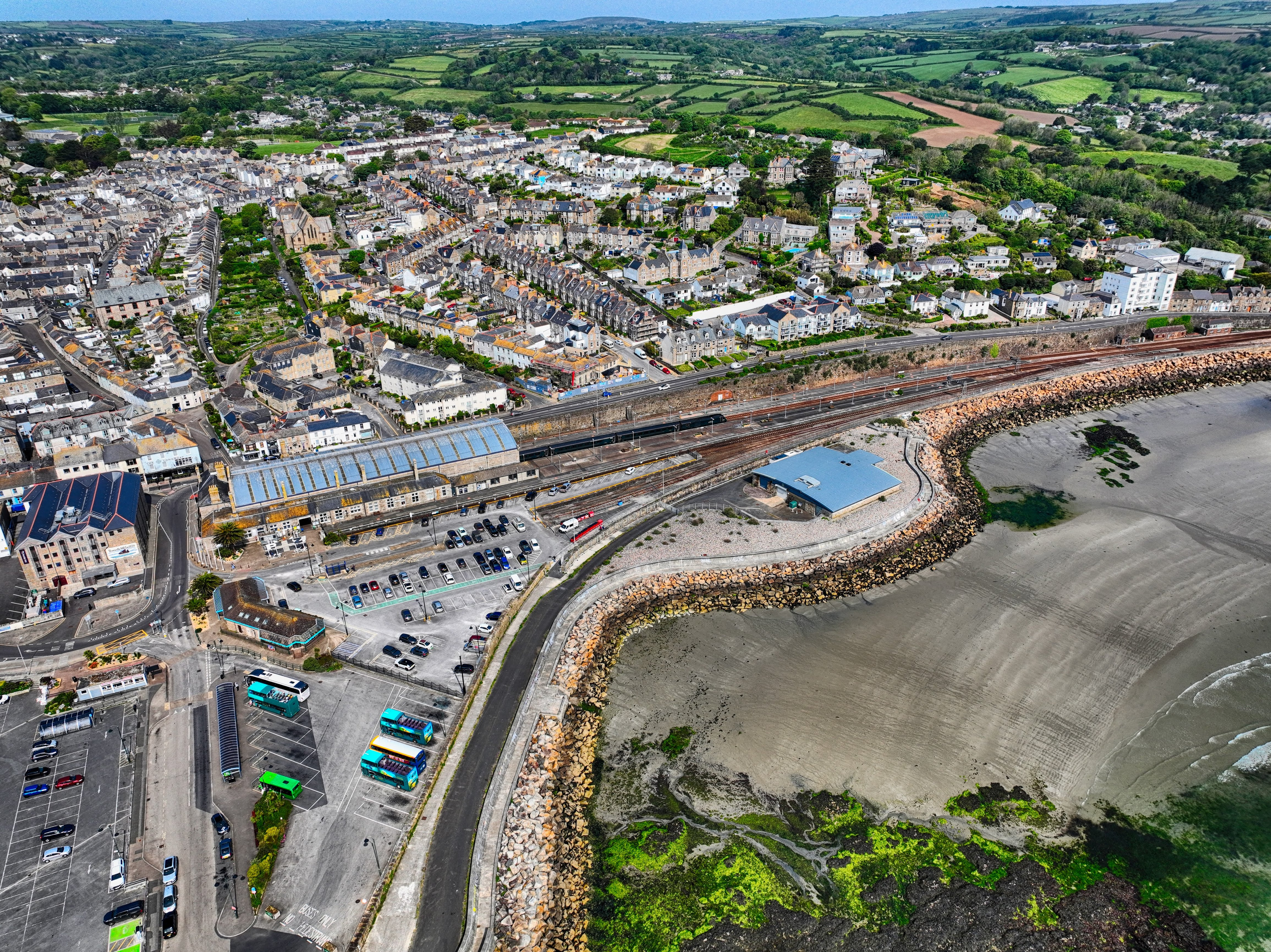
Overzicht, 2022
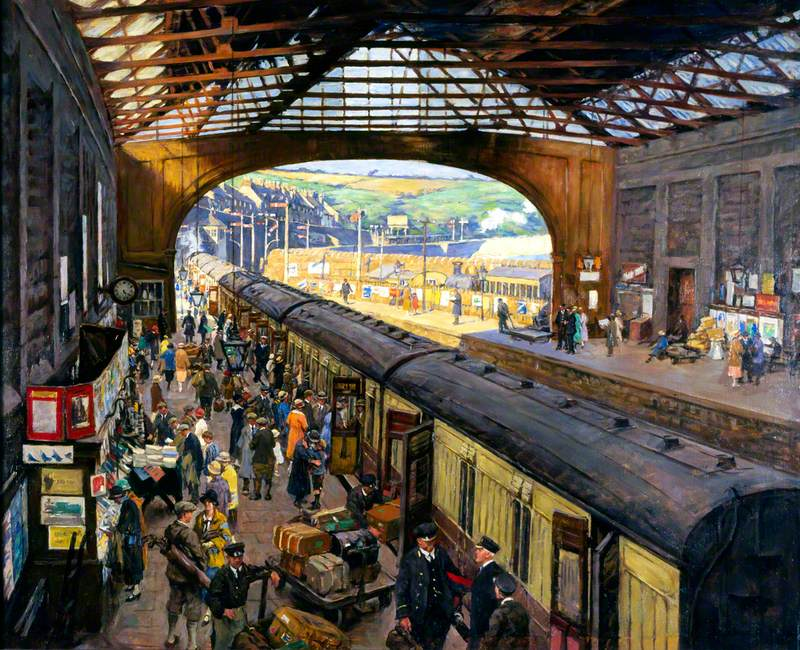
"The terminus, Penzance Station", door Stanhope Forbes